# Hodierne de Gometz
Pour les articles homonymes, voir Gometz.
Hodierne de Gometz est la sœur de Guillaume de Gometz, seigneur de la maison de Gometz et l'épouse de Gui Ier de Montlhéry. Elle est décédée en 1074.

## Biographie
Elle fit de grandes libéralités aux nouveaux religieux de l’ordre de Saint-Benoît, installés dans la Basilique Notre-Dame-de-Bonne-Garde de Longpont-sur-Orge (monastère fondé avec son époux, Guy de Montlhéry). On lit dans le Gallia Christiana : « Elle-même alla à Cluny pour obtenir de l’abbé certain nombre de moines ; et elle fit présent à l’abbaye d’un calice d’or de trente onces et d’une chasuble précieuse ». Selon cette même source, c’est Hodierne qui ramena de Cluny les vingt-deux premiers moines en 1061. Son ascendance bourguignonne lui a permis d'établir le premier prieuré clunisien au nord d'Orléans.

## Légende
On rapporte que cette dame travaillait de ses mains à la construction de l’église, et qu'elle allait chercher l’eau à une fontaine assez éloignée, qui jouit encore aujourd’hui de la réputation de guérir les fiévreux. On rapporte encore qu’un jour Hodierne vint demander au forgeron du lieu la manière de porter ses seaux avec moins de fatigue, et que le forgeron, homme brutal, lui jeta une courge de fer rouge ; que Hodierne ne se brûla pas ; et que pour punir le forgeron, elle maudit toute la postérité des gens à marteau, et jura même que quiconque viendrait s’établir à Longpont ne verrait pas la fin de l’année. Le forgeron mourut bientôt après ; et quelques personnes crédules ont écrit que depuis, on n’avait vu aucun forgeron s’établir à Longpont.

## Postérité
L’église du prieuré était belle, très grande, et renfermait un grand nombre de tombeaux. Hodierne y fut enterrée devant le maître-autel, sous une tombe sur laquelle on lisait : 

Hodieræ inclytcæ omitisshæ erici montis sacrarum harum Ædium fundatricis ossa

Sub dio jacentia ab anno millesimo, pro nichaelis le masle Domni des roches, hujusce domus prioris studio hic translata fuere anno 1651 die ultima mensis augusti.
Une rue Dame Hodierne existe en son honneur à Montlhéry.